# Fouilles archéologiques du barrage Darian

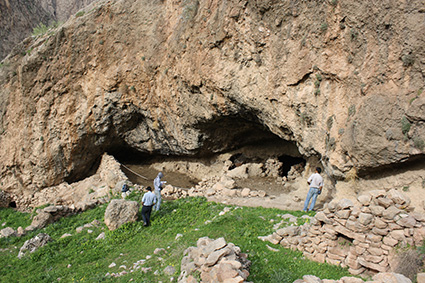
Abri sous roche du paléolithique moyen à proximité du village de Hajij

Le barrage Darian, situé dans la région Hawrāmān du Kurdistan et du Kermanshah, a été construit sur la Sirvan entre 2009 et 2015. Le programme de sauvetage archéologique du barrage de Darian (Darian Dam Archeological Salvage Program). (DDASP) a été planifié par le Centre iranien de recherche archéologique avant l'inondation du réservoir.
Ce programme archéologique, sous la direction générale de Fereidoun Biglari, a mené plusieurs saisons de prospections et de fouilles archéologiques dans la zone du réservoir qui ont conduit à la découverte d'un certain nombre de sites importants du Paléolithique et plus tardifs.
Les principaux sites fouillés étaient l'abri sous roche de Dārāi (paléolithique moyen), la grotte de Kenācheh (paléolithique supérieur), la tombe de Ruwār (âge du fer), Sar Cham (chalcolithique et âge du fer) et Barda Mār (XIXe siècle). À l'exception des sites de Ruwar, tous les autres sites fouillés ont été inondés en 2015-2016.
Les résultats de ces fouilles de sauvetage ont été présentés lors du premier congrès national d'archéologie de Hawraman.